# کاروس
کاروس با نام کامل مارکوس اورلیوس کاروس (به لاتین: Marcus Aurelius Carus) (زادهٔ حدود ۲۳۰ - درگذشتهٔ ۲۸۳) امپراتور روم برای مدت کوتاهی از ۲۸۲ تا هنگام مرگش در ۲۸۳ بود.
در سال ۲۸۳ میلادی کاروس امپراتور روم میان‌رودان را فتح می‌کند اما سپاهیانش پس از مرگ او بلافاصله آن سرزمین را ترک می‌کنند.

## زندگی‌نامه

### سال‌های آغازین
اطلاعات زیادی در مورد اصلیت کاروس در دست نیست. بیشتر منابع زادگاه او را ناربو ذکر کرده‌اند و با نگاه به اینکه او درهنگام رسیدن به امپراتوری در ۲۸۲ دارای دو فرزند بالغ و یک نوه بوده‌است، چنین تخمین زده می‌شود که در حدود ۲۳۰ زاده شده باشد. همچنین نام واقعی او پیش از جلوس احتمالاً مارکوس نومریوس کاروس (به لاتین: Marcus Numerius Carus) بوده‌است.

### رسیدن به قدرت
کاروس فرماندهٔ گارد محافظان پروبوس بود که پس از کشته‌شدن او به دست سربازانش در سپتامبر یا اکتبر ۲۸۲، از سوی سپاهیان به عنوان امپراتور جدید روم برگزیده شد. برخی منابع نیز چنین روایت کرده‌اند که کاروس خود علیه پروبوس طغیان کرده بود. پس از این انتخاب کاروس نیز همچون فرمانروایان پیشین خود نام مارکوس اورلیوس را به عنوان لقب امپراتوری خویش برگزید.

### دوران امپراتوری
کاروس کمی پس از رسیدن به قدرت عنوان سزار را به پسر خود کارینوس اعطا و او را به عنوان نایب‌السلطنهٔ خود معرفی نمود. پس از آن به سرعت علیه اقوام سرمتی و قبایل ژرمانی کوادی وارد جنگ شد و پس از پیروزی بر آنان به «ژرمانیکوس ماکسیموس» (به لاتین: Germanicus Maximus) ملقب گردید. سپس با هدف گرفتن انتقام آمادهٔ جنگی عظیم با ایرانیان شد و همراه با پسر کوچکترش نومریان که در این زمان به او نیز عنوان سزار را اعطا داشته بود به سوی مرزهای شرقی حرکت کرد و کارینوس که اینک عنوان آگوستوس را داشت برای مراقبت از استان‌های غربی در گل باقی ماند.

### حمله به ایران

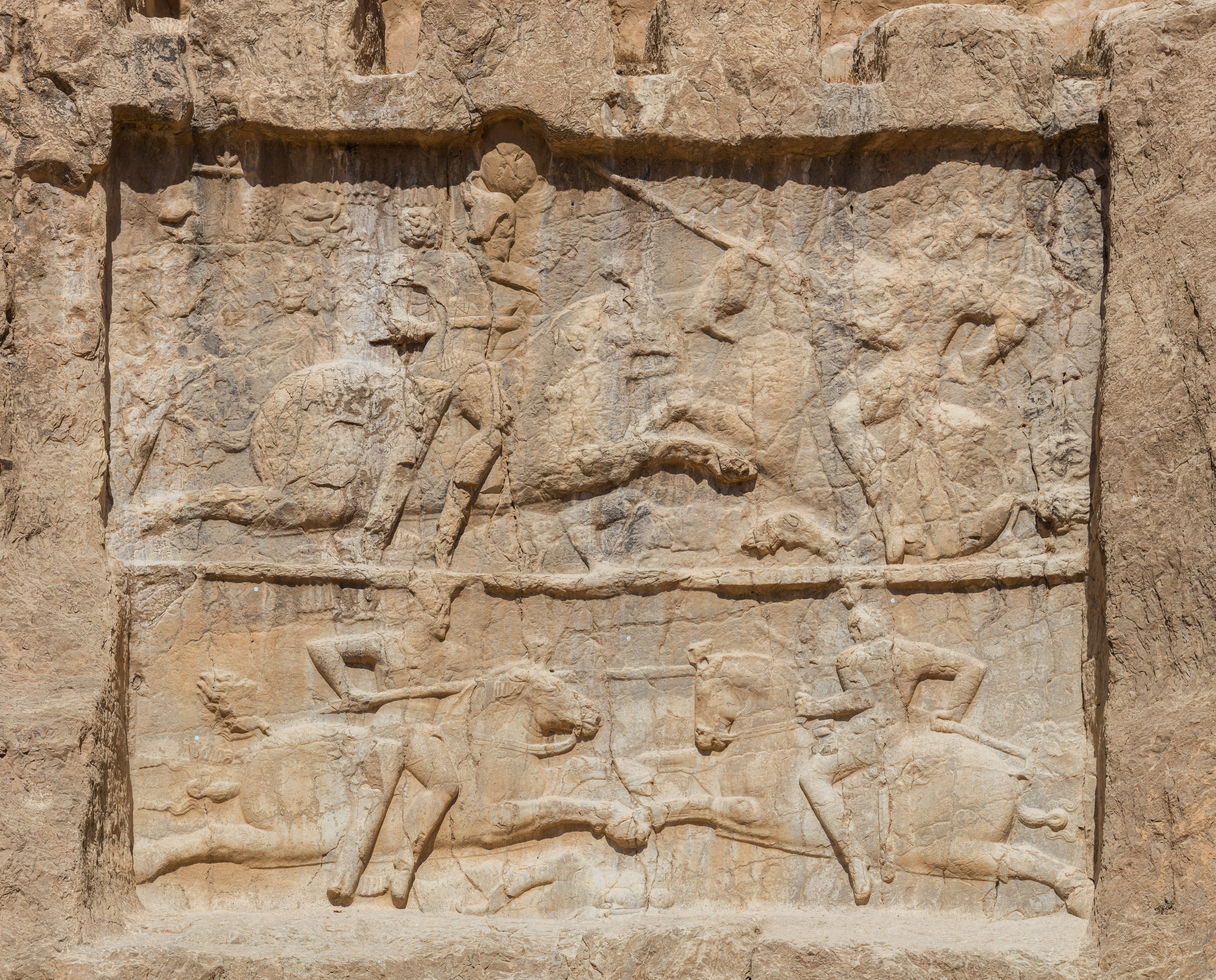
سنگ‌نگاره پیروزی بهرام دوم بر امپراتور روم کاروس در نقش رستم

کاروس سرانجام در سال ۲۸۳ پس از میلاد به ایران حمله کرد و توانست پیروزی بزرگی را به‌دست‌آورد. او تهاجم خود را بنا بر نوشته‌های سیدونیوس آپولیناریس از ارمنستان آغاز نمود و پس از آن از رود دجله گذر کرد. بهرام دوم، پادشاه ساسانی که درگیر منازعات داخلی بود نتوانست ارتش هماهنگی را برای مقابله با کاروس گرد آورد و او همراه با لشگریانش وارد تیسفون، پایتخت پادشاهی ساسانی شد. این پیروزی برای رومیان به منزلهٔ انتقام شکست‌هایشان از ایرانیان در سال‌های پیشین بود و کاروس در این زمان خود را «پرسیکوس ماکسیموس» (به لاتین: Persicus Maximus) نامید.

### درگذشت
کاروس که سرخوش از این پیروزی بزرگ خود بر ایرانیان بود ناگهان در اواخر ژوئیه یا اوایل اوت ۲۸۳ مرد. علت واقعی مرگ او در هاله‌ای از ابهام قرار دارد. ابتلا به بیماری را محتمل‌ترین دلیل برای مرگ ناگهانی کاروس دانسته‌اند هرچند در برخی از منابع قدیمی برخورد صاعقه با او را عامل مردنش عنوان کرده‌اند. همچنین از آنجا که سپاه به‌تازگی به یک پیروزی بزرگ دست یافته بود، احتمال کمی وجود دارد که توسط آنها کشته شده باشد.اگرچه محتملترین نظریه با توجه به کشفیات تازه باستان شناسی, از مرگ کاروس در نبرد میان او و بهرام دوم خبر میدهد همان گونه که در سنگ نگاره بهرام دوم در نقش رستم بهرام به این موضوع اشاره میکند.